# Матвеева, Новелла Николаевна
Нове́лла Никола́евна Матве́ева (7 октября 1934[…], Детское Село, Ленинградская область — 4 сентября 2016[…], Сходня, Московская область) — советская и российская поэтесса, прозаик, переводчица, бард, драматург, литературовед.

## Биография
Родилась 7 октября 1934 года (по другим данным, в 1930 году) в Детском Селе. Отец — Николай Николаевич Матвеев-Бодрый, географ, историк-краевед Дальнего Востока, действительный член Всесоюзного географического общества, по мировоззрению романтик (отсюда имена детей — Новелла и Роальд). Мать — Малькова Надежда Тимофеевна, преподавательница литературы, поэтесса, печатавшаяся под псевдонимом Матвеева-Орленева. Дед, Николай Петрович Матвеев-Амурский, был писателем и автором первой «Истории города Владивостока», родился и умер в Японии, но долго жил во Владивостоке. Дядя — Венедикт Март, поэт-футурист, расстрелян в Киеве в 1937 году. Его сын, двоюродный брат Новеллы — Иван Елагин, поэт-эмигрант второй волны в США.
В 1950—1957 годах работала в детдоме Щёлковского района Московской области. В 1962 году заочно окончила Высшие литературные курсы при Литературном институте имени А. М. Горького.
С детских лет писала стихи, печаталась с 1958 года. Первый сборник издан в 1961 году, тогда же Матвееву приняли в Союз писателей СССР.
В 1963 году вышел второй сборник стихов «Кораблик», далее — «Ласточкина школа», «Река», «Закон песен», «Страна прибоя» и др.
Сочиняла песни на собственные стихи и исполняла их под собственный аккомпанемент на семиструнной гитаре.

## Личная жизнь
Была замужем за финном-ингерманландцем, поэтом Иваном Киуру (1934—1992), с которым познакомилась во время учёбы в Литературном институте.

## Последние годы  жизни
В последние годы жизни жила на подмосковной даче, мало с кем общалась. Матвеевой оставлен значительный архив неопубликованных работ. По свидетельству Дмитрия Быкова, «Матвеева писала очень много. В черновиках, в столе, в набросках лежат десятки песен (мелодии она записывала своим способом — рисовала гриф гитары и ставила метки на нём); сотни стихотворений, сонетов, эпиграмм не публиковались по соображениям осторожности или такта; многие песни не записаны вообще, и сейчас настал черёд архивистов: выявлять и публиковать эти древние записи».
В 2014 году Новелла Матвеева опубликовала стихотворение, посвящённое аннексии Крыма.
Скончалась 4 сентября 2016 года на своей даче в Сходне, микрорайоне Химок. Похоронена на Троекуровском кладбище (участок 25).

## Творчество
С конца 1950-х годов Новелла Матвеева стала сочинять песни на собственные стихи и исполнять их под собственный аккомпанемент на семиструнной гитаре, получили известность «Любви моей ты боялся зря, — не так я страшно люблю!» и др. С 1972 сочиняла песни также на стихи своего мужа, поэта Ивана Киуру.
Как и ряд других бардов-исполнителей Москвы и ближнего Подмосковья (Ада Якушева и др.), Матвеева посещала с концертами пенсионеров и инвалидов в районных центрах социального обслуживания Москвы, в том числе ЦСО «Фили-Давыдково».
В 1984 году в Центральном детском театре в Москве была поставлена пьеса Матвеевой «Предсказание Эгля» — фантазия по мотивам произведений Александра Грина, содержащая 33 песни.
В 1996 году в журнале «Знамя» (№ 7) была опубликована её книга воспоминаний «Мяч, оставшийся в небе». В 1998 году Новелла Матвеева стала лауреатом Пушкинской премии в области поэзии, в 2002 году — Государственной премии Российской Федерации в области литературы и искусства.
В последние годы работала над переводами сонетов Шекспира. В первой половине 2010-х годов написала ряд стихотворений («Свободолюбцы», «Крым [Чьи-то „мнения“]», «Контра», «Разгул» и некоторые другие), затронувших злободневные околополитические темы современной России.
Альбом из 14 песен Новеллы Матвеевой в исполнении группы «Сегодня в Мире» вышел в 2009 году и получил высокую оценку автора.[значимость факта?]

«Построенная на метафорах лирика Матвеевой обнажает скрытое в контрастах поразительных образов, в ассоциативном охвате противостоящих друг другу сил, в чередовании статического взгляда на вещи с динамическим. Парадоксальность точек зрения, уход в юмор и иронию, привязанность к игре звучаний, напоминающая о Цветаевой, — вот лишь немногие из многообразных путей, на которых поэтесса проникает под поверхность действительности, данной в ощущениях: «Ищу под видимостью — душу» (Вольфган Казак, 1988).

## Дискография
- «Стихи и песни» (Мелодия, 1966)
- «Песни» (Мелодия, 1967)
- «Дорога — мой дом» (Мелодия, 1982)
- «Музыка света» (в соавторстве с И. Киуру, Мелодия, 1984)
- «Баллады» (в соавторстве с И. Киуру, Мелодия, 1985)
- «Мой воронёнок» (в соавторстве с И. Киуру, Мелодия, 1986)
- «Рыжая девочка» (в соавторстве с И. Киуру, Мелодия, 1986)
- «Какой большой ветер. Поёт песни Ивана Киуру» (ASP, 1997)
- «Девушка из харчевни. Поёт песни Ивана Киуру» (ASP, 1997)
- «Мальчик май. Поёт песни Ивана Киуру» (ASP, 1997)
- «Новелла Матвеева» (Moroz Records, 1999)
- «Лучшие песни» (Московские окна, 2000)
- Собрание сочинений. Т. 1. Отчаянная Мэри (Артель «Восточный ветер», 2001)
- Собрание сочинений. Т. 2. Трактир «Четвереньки» (Артель «Восточный ветер», 2001)
- Собрание сочинений. Т. 3. Предсказание Эгля (Артель «Восточный ветер», 2002)
- Собрание сочинений. Т. 4. Песня засветло (Артель «Восточный ветер», 2002)